# Burgstall Rackelsdorf
Der Burgstall Rackelsdorf ist eine abgegangene Höhenburg auf 483,8 m ü. NHN bei dem Dorf Rackelsdorf nahe der Gemeinde Pemfling im oberpfälzischen Landkreis Cham in Bayern. Die Anlage wird als Bodendenkmal unter der Aktennummer D-3-6741-0091 im Bayernatlas als „mittelalterlicher Burgstall“ geführt. 

## Geographische Lage
Die genaue Lage des Burgstalls ist ungeklärt. Angenommen wird der Hang nordöstlich des Dorfes Rackelsdorf oder eine nach Westen steil abfallende Kuppe 300 Meter nordnordwestlich des Dorfes.

## Geschichte
Im Jahre 1344 erhielt Dietrich von Kürn von Kaiser Ludwig dem Bayern („… auf dem Burgstal ober dem Dorfe Reclesdorf eine Veste zu bauen…“) die Erlaubnis, auf dem Burgstall eine Burg als „offenes Haus“ zu erbauen, das vermutlich kurz danach zerstört wurde. 1354 erteilte Pfalzgraf Ruprecht II. die Erlaubnis zum Wiederaufbau, der vermutlich nicht erfolgte. Von der ehemaligen Burganlage zeugen nur unklare Geländespuren.